# گورستان هدار بندا
قبرستان هدار بندا مربوط به سده‌های متاخر دوران‌های تاریخی پس از اسلام است و در شهرستان سرباز، بخش پیشین، دهستان جکیگور، روستای هدار واقع شده و این اثر در تاریخ ۲۷ اسفند ۱۳۸۷ با شمارهٔ ثبت ۲۶۴۸۷ به‌عنوان یکی از آثار ملی ایران به ثبت رسیده است.